# Villelaure
Villelaure település Franciaországban, Vaucluse megyében. Lakosainak száma 3395 fő (2022. január 1.). Villelaure Le Puy-Sainte-Réparade, Saint-Estève-Janson, Ansouis, Cadenet és Pertuis községekkel határos.

## Népesség
A település népessége az elmúlt években az alábbi módon változott:
| Lakosok száma | 3284 | 3361 | 3520 | 3477 | 3416 | 3356 | 3295 | 3337 | 3395 |
|               | 2013 | 2015 | 2016 | 2017 | 2018 | 2019 | 2020 | 2021 | 2022 |